# سمیه عباس‌پور
سمیه عباس‌پور کماندار اهل ایران است که عضو تیم ملی تیر و کمان معلولان است.

## افتخارات
سمیه عباس‌پور در مسابقات تیر و کمان معلولان که در ژوئن ۲۰۱۶ در جمهوری چک برگزار گردید، در بخش کسب سهمیه پارالمپیک با شکست دادن حریفی از ایالات متحده آمریکا، ضمن ایستادن بر سکوی سوم و بر گردن آویختن نشان برنز، نخستین سهمیه بانوان معلولان جمهوری اسلامی ایران را در پارالمپیک به دست آورد. وی همچنین در ادامه همین مسابقات و در بخش جهانی با پیروزی بر رقیبی از اوکراین، صاحب گردن‌آویز طلا شد. سمیه عباسپور در المپیک ریو با بد شانسی به کسب مقام چهارمی بسنده کرد. سمیه عباسپور در مسابقات جهانی چین با کسب یک مدال طلای تیمی و یک نقره میکس تیم دو مدال ارزشمند را در سال ۲۰۱۸ برای ایران کسب نمود.سمیه عباسپور در سال۲۰۱۶ در رنکینگ جهانی نفر اول شد. سیمه عباسپور در سال ۲۰۲۱ و۲۰۲۲ به  عنوان مربی تیم مس کرمان با این تیم قهرمان لیگ برتر تیر اندازی با کمان ایران شد .